# Lai Siu Chiu
Lai Siu Chiu (Malaca (Malàisia), 1948), és una advocada i jutgessa de Singapur. És la primera dona que ha treballat com a Comissària Judicial a Singapur i en treballar al Tribunal Suprem de Singapur com a jutgessa.

## Biografia
Lai va néixer a Malaca. Va assistir a l'Institut de Malacca on va ser descoratjada d'anar a periodisme pel director i finalment decidí per estudiar llei. El 1972, Lai es graduà a la Universitat de Singapur i llavors va anar a aconseguir el grau de Màster el 1977 a la Universitat de Londres. Lai s'uní a la barra de Singapur el 1973. Va començar a practicar la llei aviat després de graduar-se i fou coneguda per ser una de les poques dones en la carrera de llei en agafar casos de demandes judicials en aquella època. Ella diu que va gaudir de la feina de les demandes judicials i que més tard l'ajudaria com a jutgessa. Lai va començar a practicar la llei a M/s Sim Teow Gok & Co. Ella després treballà a l'empresa Allen & Gledhill fins que esdevingué una jutgessa el 1991. Va fer de soci sènior a l'empresa el 1980.
Lai esdevingué la primera dona en servir com a Comissària Judicial el 2 de maig de 1991. El 30 d'abril de 1994, va jurar el càrrec com a la primera Jutgessa Superior del Tribunal Suprem de Singapur.
Es va retirar del Tribunal Suprem el 30 d'octubre de 2013. El 2015, va retornar al Tribunal Suprem quan va ser nomenada per a esdevenir una Jutgessa Sènior del tribunal. Fou la primera dona en ser nomenada Jutgessa Sènior.
El 2016, Lai va ser introduïda a la Sala de la Fama de les Dones de Singapur.
Lai esdevingué la primera ajudant de l'Associació de Caritats dels Nens en la dècada del 1980 i més tard esdevingué presidenta de l'organització. Entre 2006 i 2013, va presidir de l'Afiliació i Comitè Social de l'Acadèmia de Singapur de Llei. Lai també ha estat molt implicada en el Fons del Llaç Groc per a la rehabilitació dels ex-infractors.